# Teoria delle scorte
In ragioneria, la teoria delle scorte è lo studio delle metodologie per la migliore gestione delle scorte, cioè delle quantità di materia prima non ancora immesse nel ciclo produttivo, ma già a disposizione delle aziende.

## Descrizione
Un problema molto realistico, che le aziende si trovano comunemente a dover affrontare: le scorte, di cui l'azienda ha una giacenza in magazzino. 
Per le ordinazioni si sostengono costi fissi, quindi sarebbe preferibile fare pochi ordini di grande quantità, ma dall'altra parte si sostengono spese per poter conservare la merce in magazzino (spese di manutenzione). 
Si cerca di determinare la quantità di merce da ordinare ogni volta in modo da rendere la spesa complessiva minima. 
Bisognerà fare due ipotesi: 
1. che il consumo della merce sia uniforme nel tempo;
2. che la merce ordinata arrivi appena finisce la riserva di merce della precedente ordinazione.

La formula che meglio rappresenta questa situazione è:
{\displaystyle y=S*(Q/x)+s*(x/2)}          con 0 < x ≤ C
dove y è l'incognita, la x è la quantità di merce ordinata, Q la quantità di merce necessaria, S sono le spese fisse di ogni ordinazione, s le spese fisse di magazzino. 
Occorre tener conto della capienza C del magazzino, quindi sarà da rispettare il vincolo 0 < x ≤ C .
I costi per le ordinazioni saranno quindi 
{\displaystyle S*(Q/x)}
i costi per il magazzinaggio saranno invece 
{\displaystyle s*(x/2)}